# Pholcus zhuolu
Pholcus zhuolu is een spinnensoort uit de familie trilspinnen (Pholcidae). De soort komt voor in China. 